# Neffex
Neffex (estilizado como NEFFEX MUSIC Nome Atual) é um projeto musical dos Estados Unidos é composto por Bryce Savage (Brandon Horth) e era também por Cameron Wales. Eles produzem remixes e músicas originais caracterizadas por uma mistura dos gêneros eletrônicos e de rap. Bryce escreve a letra e canta enquanto Cameron criava o instrumental e fazia a edição. Eles lançaram muitas de suas músicas livre de royalties.

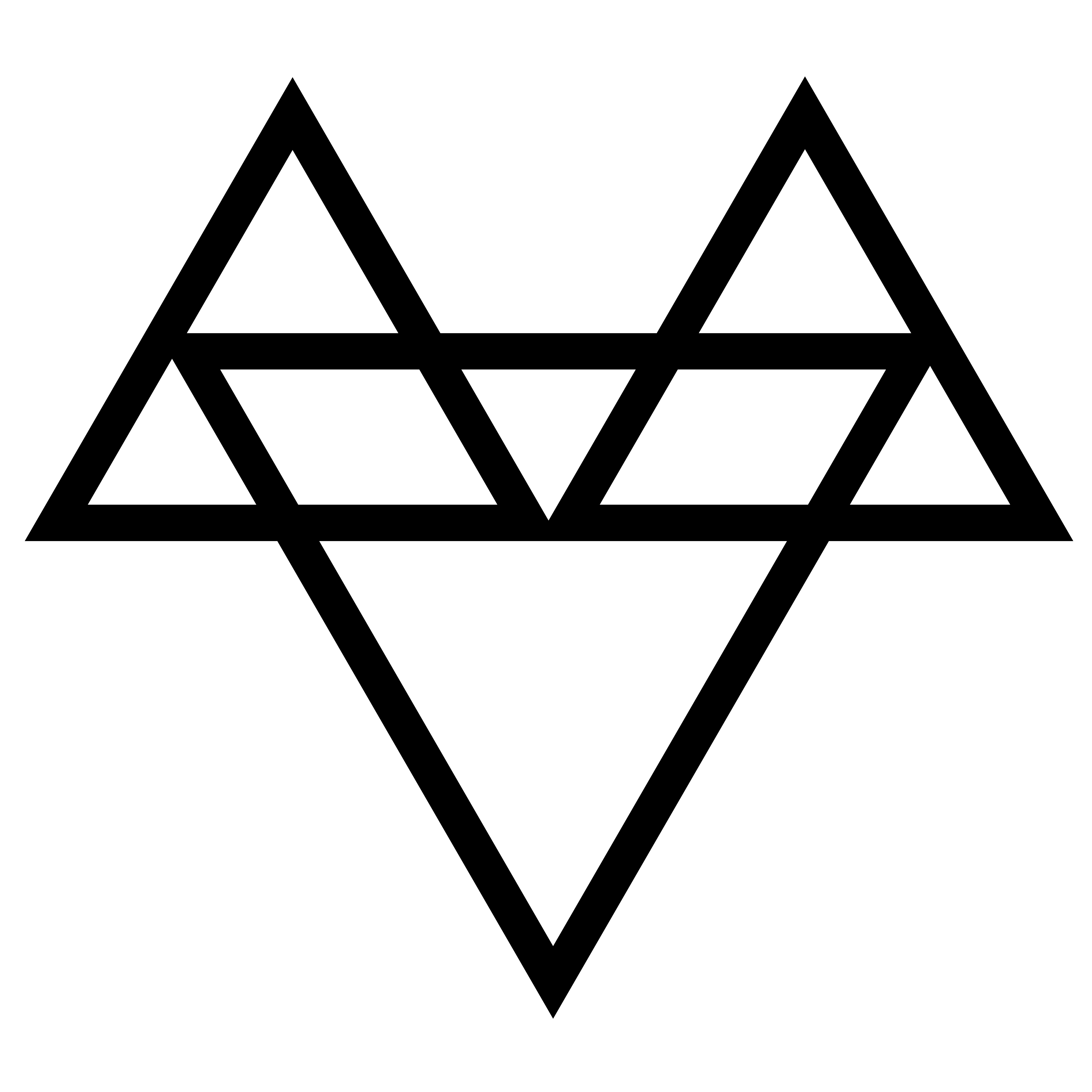
Logo do grupo

De acordo com o YouTube,  Seus videoclipe mais populares são a música Fight Back,   Best Of Me (Official Video) e Never Give Up, cada uma com mais de 80 milhões de visualizações. Fight Back, Grateful, Careless, Rumors, Cold e Destiny têm mais de 100 milhões de visualizações cada.

## História
Bryce e Cameron se conheceram na escola quando tinham 15 anos de idade. Naquela época eles estavam envolvidos em uma banda de punk rock. Depois disso, ambos saíram da banda e começaram a fazer suas próprias músicas. No entanto, isso ainda não foi criação da Neffex. Após o ensino médio, Cameron se mudou para Los Angeles e se afastou de Bryce durante a graduação. Quando Bryce estava no último ano da graduação, ele conversou com Cameron e eles perceberam que ambos estavam fazendo música em seu tempo livre. Então após a graduação, eles se reuniram novamente, em Orange County, e criaram o nome "NEFFEX" e o símbolo da raposa. 
Em 2017, a dupla criou um desafio para lançar 100 músicas em 100 semanas. Todas as músicas lançadas para este desafio são livre de royalties.
 

Em 16 de outubro de 2019, eles lançaram seu primeiro álbum, intitulado Q203, com o nome do apartamento em que gravaram suas primeiras músicas. O álbum tem seis músicas: When I Was Young, Without You, It's My Life, Sunday, Primal, and Want Me.